# Cecil Cooper
Cecil Celester Cooper (Brenham, Texas, 20 de diciembre de 1949), más conocido como Cecil Cooper, es un exjugador profesional estadounidense de béisbol que se desempeñó en la posición de primera base en las Grandes Ligas de Béisbol (MLB). Es poseedor de dos Guantes de Oro.

## Carrera
Cooper jugó como profesional seis temporadas en Boston Red Sox (1971-1976), después pasó a Milwaukee Brewers, donde jugó once temporadas (1977-1987), y fue el equipo en el que se retiró.

## Premios
Fue galardonado con el Guante de Oro en dos oportunidades (1979 y 1980).